# Тёбза (Костромская область)
Тёбза —  населённый пункт (тип: железнодорожная станция) в Дмитриевском сельском поселении Галичского района Костромской области России.  

## География
Расположен в северо-западной части региона,  на историческом пути Трансиба,  вблизи реки Шинженка. 

## История
Населённый пункт появился при строительстве в 1900-х годах Транссибирской магистрали. В селении жили семьи тех, кто обслуживал железнодорожную инфраструктуру. 

## Население
| 2008 | 2010 | 2012 | 2014 |
| ---- | ---- | ---- | ---- |
| 21   | ↘19  | ↗22  | ↘21  |

## Инфраструктура
Путевое хозяйство. Действует железнодорожная станция Тёбза.

## Транспорт
Доступен автомобильным и железнодорожным транспортом. 